# Together (album de Jolin Tsai)
Albums de Jolin Tsai
Lucky Number
(2001) Dance Collection
(2002)
Compilations par Jolin Tsai
The Age of Innocence
(2003)
Together est la première compilation de la chanteuse Jolin Tsai, sorti le 6 novembre 2001 sous le label Universal Music.

## Liste des titres
| 1.  | Wo Zhi Dao Ni Hen Nan Guo (我知道你很難過, I Know You're Feeling Blue)           |  |
| 2.  | Don't Stop                                                                       |  |
| 3.  | Show Your love                                                                   |  |
| 4.  | Ru Guo Bu Xiang Yao (如果不想要, If I Don't Want to)                             |  |
| 5.  | Ni Kuai Le Ma (你快樂嗎, Are You Happy)                                          |  |
| 6.  | He Shi Jie Zuo Lin Ju (Wo Ke Yi) (和世界做鄰居（我可以）, Living with the World) |  |
| 7.  | Lucky Number                                                                     |  |
| 8.  | Ai Shang Le Yi Tiao Jie (愛上了一條街, Fall in Love with a Street)               |  |
| 9.  | Ni Hai Ai Wo Ma (你還愛我嗎, Do You Still Love Me)                               |  |
| 10. | Shen Me Yang De Ai (什麼樣的愛, What Kind of Love)                               |  |
| 11. | Because of You                                                                   |  |
| 12. | Take It Easy                                                                     |  |
| 13. | She Bu De (捨不得, Reluctant)                                                    |  |
| 14. | You Gotta Know                                                                   |  |
| 15. | Ni Shi Mo Lin Hua Du Shuo Bu Qing (你怎麼連話都說不清楚, Can't Speak Clearly)    |  |
| 16. | Good-Bye                                                                         |  |

| 1.  | Making of Lucky Number                                         |  |
| 2.  | Ru Guo Bu Xiang Yao (MV) (如果不想要)                          |  |
| 3.  | Lucky Number (MV)                                              |  |
| 4.  | Ni Shi Mo Lin Hua Du Shuo Bu Qing (MV) (你怎麼連話都說不清楚)  |  |
| 5.  | Take It Easy (MV)                                              |  |
| 6.  | Show Your Love (MV)                                            |  |
| 7.  | Ni Hai Ai Wo Ma (MV) (你還愛我嗎)                              |  |
| 8.  | Ai Shang Le Yi Tiao Jie (MV) (愛上了一條街)                    |  |
| 9.  | She Bu De (MV) (捨不得)                                        |  |
| 10. | Ni Kuai Le Ma (MV) (你快樂嗎)                                  |  |
| 11. | Shen Me Yang De Ai (MV) (什麼樣的愛)                           |  |
| 12. | You Gotta Know (MV)                                            |  |
| 13. | Wo Zhi Dao Ni Hen Nan Guo (MV) (我知道你很難過)                |  |
| 14. | He Shi Jie Zuo Lin Ju (Wo Ke Yi) (MV) (和世界做鄰居（我可以）) |  |
| 15. | Good-Bye (MV)                                                  |  |